# Mesembryanthemum resurgens
Mesembryanthemum resurgens är en isörtsväxtart som beskrevs av Kensit. Mesembryanthemum resurgens ingår i Isörtssläktet som ingår i familjen isörtsväxter. Inga underarter finns listade i Catalogue of Life.